# Dieter Ohlmeier
Dieter Ohlmeier (* 19. Mai 1936 in Hamburg) ist ein deutscher Arzt, Psychologe, Psychoanalytiker und Hochschullehrer in Kassel. Er leistete wesentliche Beiträge zur Entwicklung der Gruppenanalyse und gilt als Erfinder der Psychoanalytischen Intensivgruppe.
Ohlmeier legte 1955 am Hamburger Christianeum das humanistische Abitur ab. Von 1985 bis 1992 leitete er das Sigmund-Freud-Institut in Frankfurt am Main und war von 1976 bis 1982 Präsident des Deutschen Arbeitskreises für Gruppenpsychotherapie und Gruppendynamik. 1982 bis 1986 war er Vorsitzender der Deutschen Psychoanalytischen Vereinigung, von 1978 bis 1996 war er als Gruppenlehranalytiker bei den Altausseer Workshops der Internationalen Arbeitsgemeinschaft für Gruppenanalyse tätig.

## Publikationen
- Der Traum als Verlaufskriterium in der Psychotherapie. Methodik und erste Ergebnisse einer formalen Affekt-Analyse in Traumserien. Freiburg im Breisgau 1963 (Dissertation, Universität Freiburg, 1963).
- Psychoanalytische Entwicklungspsychologie. Rombach, Freiburg im Breisgau 1973.
- Angst und Aggression in einer psychoanalytischen Gruppe bei der Bearbeitung ödipaler Konflikte. Vandenhoeck und Ruprecht, Göttingen/Zürich 1973.
- Herbert Bareuther, Hans-Joachim Busch, Dieter Ohlmeier, Tomas Plänkers (Hrsg.): Forschen und Heilen. Auf dem Weg zu einer psychoanalytischen Hochschule. Beiträge aus Anlaß des 25jährigen Bestehens des Sigmund-Freud-Instituts. Suhrkamp. Suhrkamp, Frankfurt am Main 1989.
- „Vaterlose Gesellschaft“. Heutige Tendenzen der Psychoanalyse des Mannes und Vaters. In: Christa Rohde-Dachser (Hrsg.): Zerstörter Spiegel. Psychoanalytische Zeitdiagnosen. Vandenhoeck & Ruprecht, Göttingen 1990.
- Tim in Tibet. Sigmund-Freud-Institut, Frankfurt am Main 1991, S. 126–140.
- (Hrsg.) Trauma Aids: Psychoanalytische Studie über die Auswirkungen der HIV-Infektion. Westdeutscher Verlag, Opladen 1995.
- Psychoanalytische Intensivgruppen. Zur Theorie und Technik. In: Brigitte Grossmann-Garger, Walter Parth (Hrsg.): Die leise Stimme der Psychoanalyse ist beharrlich. Psychosozial, Gießen 1999, S. 268–284.
- Identität im Wandel – aus psychoanalytischer Sicht. In: Gruppendynamik und Organisationsberatung. Bd. 31 (2000), H. 4, S. 371–382.
- Burkard Sievers, Dieter Ohlmeier, Bernd Oberhoff, Ullrich Beumer (Hrsg.): Das Unbewusste in Organisationen. Freie Assoziationen zur psychosozialen Dynamik von Organisationen. Psychosozial, Gießen 2003